# 微山岛镇
微山岛乡，是中华人民共和国山東省济宁市微山县下辖的一个乡镇级行政单位。微山湖、微山岛、微山县皆因微子生前隐居，死后葬于此地得名。岛上为微山岛景区，有微子文化苑等景点。

## 行政区划
微山岛乡下辖以下地区：
尚庄村、杨村、吕蒙村、姚村、墓前村、万庄村、沟南村、沟北村、谢楼村、李庄村、田庄村、吕庄村、小官村和大官村。大西庄村、里张阿村、西张阿村。